# (2750) Loviisa
(2750) Loviisa est un astéroïde de la ceinture principale.

## Description
(2750) Loviisa est un astéroïde de la ceinture principale. Il fut découvert le 30 décembre 1940 à Turku par Yrjö Väisälä. Il présente une orbite caractérisée par un demi-grand axe de 2,21 UA, une excentricité de 0,07 et une inclinaison de 5,2° par rapport à l'écliptique.

## Compléments